# Christophe Broqua
Christophe Broqua est chargé de recherche en anthropologie au CNRS, rattaché au laboratoire Sophiapol de l'Université Paris-Nanterre. Ses recherches portent sur les mobilisations collectives contre le SIDA, sur la sexualité et l'homosexualité, ainsi que sur les migrations. Ses recherches portent sur la France et l'Afrique de l'Ouest.

## Carrière professionnelle
En 2003, Christophe Broqua a soutenu une thèse de doctorat en sociologie à l'EHESS. Celle-ci s'intitule « Engagements homosexuels et lutte contre le sida au sein de l'association Act Up-Paris ». Depuis, il est un chercheur de référence dans les domaines de sociologie de l'homosexualité et de sociologie des mobilisations collectives. À l'occasion de la sortie du film 120 Battements par minute, il est interviewé par plusieurs quotidiens à propos de l'histoire de l'épidémie du SIDA et de l'histoire d'Act Up!. En 2021, il est l'un des commissaires de l'exposition « VIH/SIDA : l'épidémie n'est pas finie ! » au Musée des Civilisations de l'Europe et de la Méditerranée à Marseille.

## Travaux
Il est l'auteur de plusieurs livres portant sur les militants et l'histoire d'Act Up! en France. Dans le Dictionnaire des mouvements sociaux, il rédige la notice « observation ethnographique », le plaçant comme une des références sur cette méthode d'enquête en sciences sociales.

## Engagements
Il milite publiquement pour l'élection du leader de La France insoumise, Jean-Luc Mélenchon, à la présidentielle de 2022.

## Ouvrages
- 2020 : Action=Vie : A History of AIDS Activism and Gay Politics in France. Philadelphia : Temple University Press, 368 p.
- 2006 : Agir pour ne pas mourir ! : Act Up, les homosexuels et le sida. Paris : Presses de Sciences Po (collection « Académique »), 456 p.
- 2002 : ., Une épidémie politique : la lutte contre le sida en France, 1981-1996. Paris : Presses Universitaires de France (collection « Science, histoire et société »), 415 p. (avec Pinell P., de Busscher P.-O., Jauffret M., Thiaudière C)
- 2001 : Trajectoires d'engagement : AIDES et Act Up. Paris : Textuel, 94 p. (avec Olivier Fillieule)
- 2002 : Une épidémie politique. La lutte contre le sida en France (1981-1996), Paris : Presses Universitaires de France, 420p. (codirection avec Patrice Pinell)